# Josip Filipović (calciatore)
Josip Filipović (Zagabria, 8 maggio 1996) è un calciatore croato, difensore dell'Inker Zaprešić.

## Caratteristiche tecniche
È un terzino destro.

## Carriera

### Club
Cresciuto nel settore giovanile dell'Inter Zaprešić, ha esordito in prima squadra il 30 novembre 2012 disputando l'incontro di 1. HNL vinto 2-0 contro l'RNK Spalato.

### Nazionale
Nel 2013 ha giocato una partita con la nazionale croata Under-17.

## Palmarès

### Club

#### Competizioni nazionali
- 2. HNL

Inter Zaprešić: 2014-2015